# Han Ok-Kyung
Han Ok-Kyung, född den 27 september 1965, är en sydkoreansk landhockeyspelare.
Hon tog OS-silver i damernas landhockeyturnering i samband med de olympiska landhockeytävlingarna 1988 i Seoul.